# Sphodromantis elongata
Sphodromantis elongata é uma espécie de louva-a-deus da família dos Mantidae, sendo encontrados no Congo e Zâmbia.